# Stefan Birčević
Stefan Birčević, född 13 december 1989 i Lazarevac, är en serbisk basketspelare. Han blev olympisk silvermedaljör i basket vid sommarspelen 2016 i Rio de Janeiro.